# Allsvenskan i handboll för damer 2017/2018
Allsvenskan i handboll för damer 2017/2018 var den åttondede upplagan av Sveriges näst högsta rikstäckande division i handboll för damer säsongen 2017/2018. Den innehöll 12 lag som spelade mot varandra två gånger (en gång hemma och en gång borta).
Säsongen inleddes den 29 september 2018 och avslutas den 18 mars 2018. Kungälvs HK vann serien och spelar i Svensk HandbollsElit hösten 2018.

## Serietabell[1]
| Lag                 | SP | V  | O | F  | +/-     | P  | +/- |
| ------------------- | -- | -- | - | -- | ------- | -- | --- |
| Kungälvs HK         | 22 | 20 | 0 | 2  | 691-513 | 40 | 178 |
| Tyresö Handboll     | 22 | 19 | 0 | 3  | 617-472 | 38 | 145 |
| Bjurslätt/Torslanda | 22 | 14 | 0 | 8  | 565-532 | 28 | 33  |
| Eskilstuna Guif     | 22 | 12 | 0 | 10 | 563-550 | 24 | 13  |
| OV Helsingborg HK   | 22 | 10 | 2 | 10 | 538-542 | 22 | -4  |
| IF Hellton Karlstad | 22 | 10 | 1 | 11 | 520-528 | 21 | -8  |
| GT Söder            | 22 | 9  | 2 | 11 | 481-530 | 20 | -49 |
| Spårvägens HF       | 22 | 8  | 3 | 11 | 555-598 | 19 | -43 |
| HK Drott Halmstad   | 22 | 7  | 2 | 13 | 540-566 | 16 | -26 |
| Skånela IF          | 22 | 7  | 2 | 13 | 511-562 | 16 | -51 |
| AIK                 | 22 | 6  | 0 | 16 | 486-581 | 12 | -95 |
| Kärra HF            | 22 | 2  | 4 | 16 | 522-615 | 8  | -93 |

## Kvalspel

### Kvalspel till SHE
Kvalspel till Elitserien går till följande sätt.
- Tvåan i Allsvenskan  möter elvan i Elitserien
- Trean i Allsvenskan möter tian i Elitserien
- Fyran i Allsvenskan möter nian i Elitserien.

Matcherna spelas i bäst av tre matcher.
Tyresö Handboll -Skara HF
| Tid             | Match                      | Arena             | Resultat | Utveckling              | Publik |
| --------------- | -------------------------- | ----------------- | -------- | ----------------------- | ------ |
| ons 11/04 19:00 | Skara HF - Tyresö Handboll | Skara Idrottshall | 22-21    | 1-2 Skara klart för SHE | 1100   |
| sön 08/04 14:00 | Skara HF - Tyresö Handboll | Skara Idrottshall | 17-15    | 1-1                     | 927    |
| mån 02/04 16:00 | Tyresö Handboll - Skara HF | Tyresöhallen      | 29-22    | 1-0                     | 783    |

Bjurslätt/Torslanda HK- BK Heid
| Tid             | Match                         | Arena                 | Resultat | Utveckling                | Publik |
| --------------- | ----------------------------- | --------------------- | -------- | ------------------------- | ------ |
| lör 07/04 15:00 | BK Heid - Bjurslätt/Torslanda | Heidhallen, Göteborg  | 27-17    | 0-2 BK Heid klart för SHE | 607    |
| fre 30/03 14:15 | Bjurslätt/Torslanda - BK Heid | Torslanda Sporthall A | 19-25    | 0-1                       | 780    |

Eskilstuna GUIF - Skövde HF
| Tid             | Matchnummer | Match                       | Arena              | Resultat | utveckling                 | Publik |
| --------------- | ----------- | --------------------------- | ------------------ | -------- | -------------------------- | ------ |
| lör 07/04 15:00 | 1700221002  | Skövde HF - Eskilstuna Guif | Skövde Idrottshall | 32-24    | 0-2 Skövde HF klar för SHE | 769    |
| sön 01/04 16:00 | 1700221001  | Eskilstuna Guif - Skövde HF | STIGA Sports Arena | 21-25    | 0-1                        | 943    |